# Erythrobapta
Erythrobapta is een geslacht van kevers uit de familie bladkevers (Chrysomelidae).
De wetenschappelijke naam van het geslacht werd in 1902 gepubliceerd door Julius Weise.

## Soorten
- Erythrobapta bennigseni Weise, 1902
- Erythrobapta gracilis Weise, 1902
- Erythrobapta punctipennis Weise, 1902
- Erythrobapta scutellaris Weise, 1902
- Erythrobapta variicornis Weise, 1902
- Erythrobapta viridipennis Laboissiere, 1932
- Erythrobapta zambeziana Laboissiere, 1931